# 오렌지

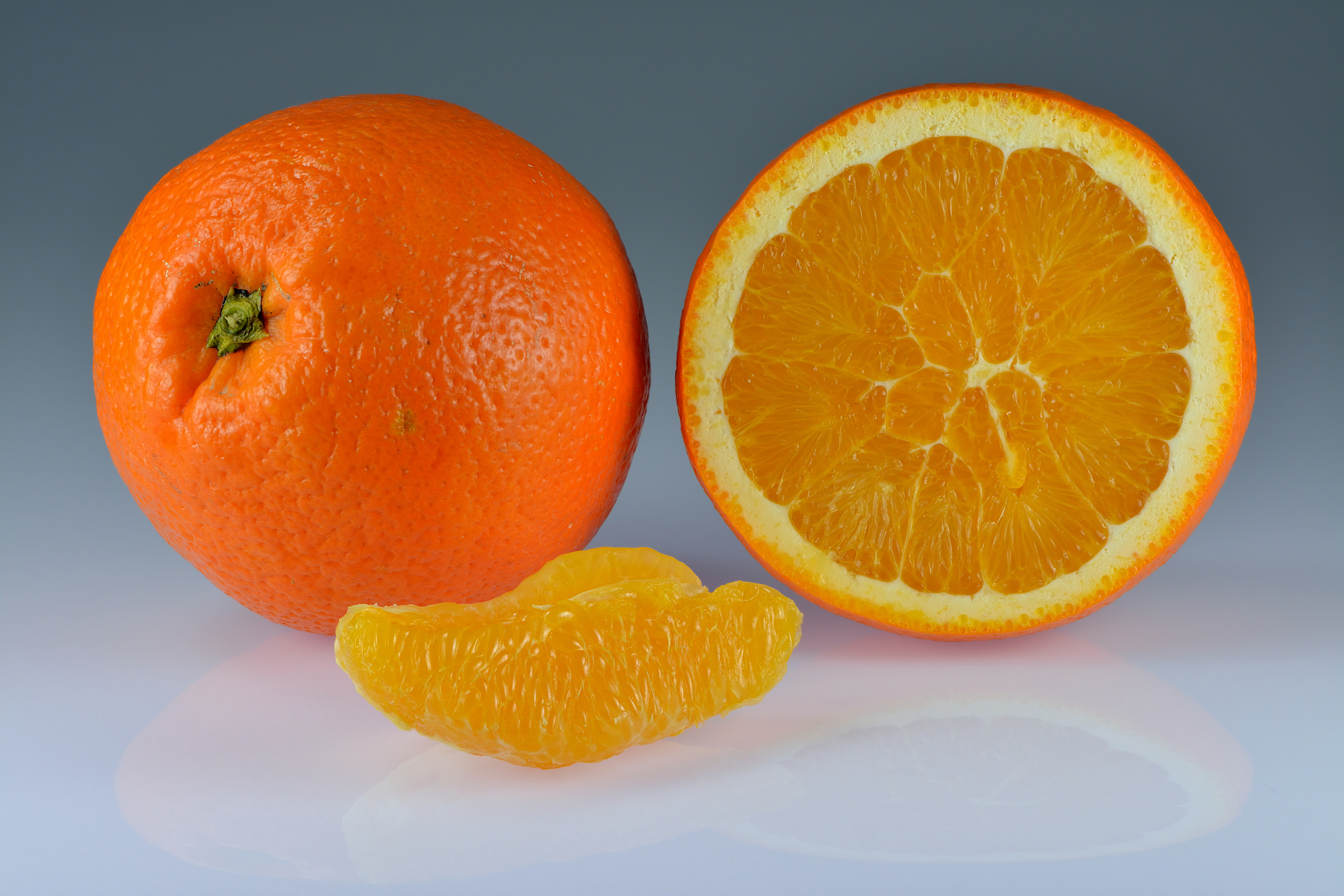
당귤(스위트오렌지)

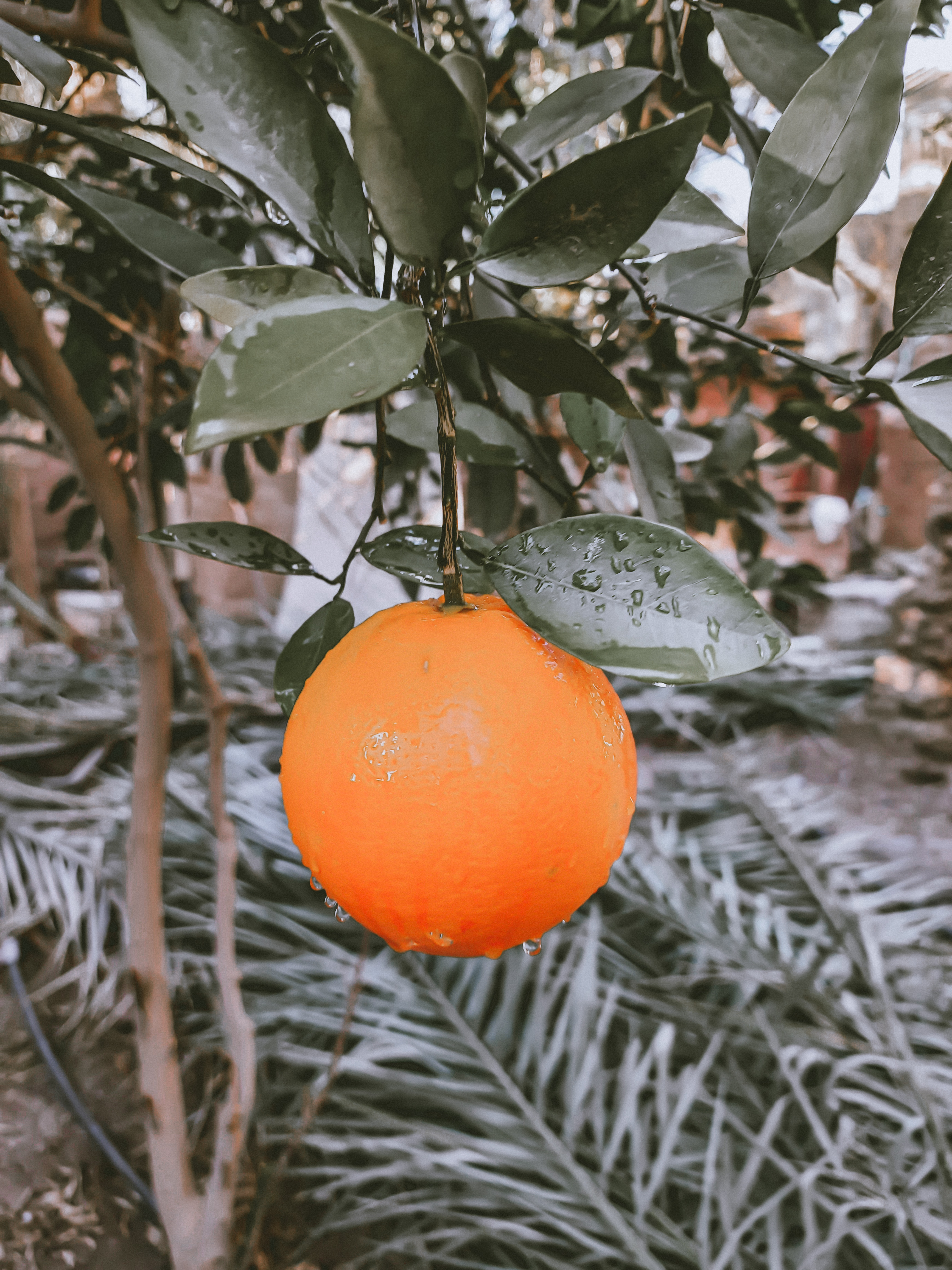
오렌지

오렌지(영어: orange 오린지[*])는 비타민 C가 매우 풍부한 과일의 하나로, 일반적으로 당귤나무의 열매인 당귤을 부르는 말이다. 대표적인 귤열매로, 기름기를 함유한 가죽질 껍질과 즙이 많은 과육으로 이루어져 있다. 당귤은 스위트오렌지(sweet orange)라고도 불리는데, 이는 비터오렌지(bitter orange)로 불리는 쓴귤 등 "오렌지"라 불리는 다른 귤속 식물의 열매와 구분하기 위해서이다.
2017년, 7300만 톤의 오렌지가 전 세계적으로 경작되며 그 중 브라질이 전 세계 총량 중 24%를 생산하고 그 뒤를 중국과 인도가 잇는다.원산지가 인도이다.

## 종류
오렌지에는 다음의 종류가 포함된다.
- 감귤나무(Citrus reticulata) - 만다린 오렌지
- 쓴귤(Citrus aurantium)
- 탱자나무(Poncirus trifoliata)

## 어원
영어 ‘오렌지(orange)’는 오렌지 나무를 뜻하는 산스크리트어 ‘나랑가(नारङ्ग nāraṅga)’에서 비롯하였는데, 이는 다시 드라비다어족에 뿌리를 두며 타밀어 நரந்தம் narandam과 നാരങ്ങ 말라얄람어(Malayalam) narandam naranja와 관련이 있다. 산스크리트어 ‘나랑가(नारङ्ग nāraṅga)’는 페르시아어 ‘나랑(نارنگ nārang)’과 아랍어 ‘나란지(نارنج nāranj)’를 거쳐 유럽으로 전파되었다.
이 단어는 고대 프랑스어(Old French) orenge (구로는 pomme d'orenge라고 씀)을 거쳐 14세기에 중세후기영어(Late Middle English)로 편입되었다. 다시 프랑스어 단어는 고대 프로방스어(Old Provençal) auranja에서 왔는데, 이는 아랍어를 기반으로 한 것이다. 몇몇 언어에서 초두 문자 'n'이 초기에는 있었으나 탈락되었는데, n으로 끝나는 부정관사 일부분으로 착각한데서 비롯한 것으로 보인다. 예를 들어 프랑스어에서는 une norenge가 une orenge처럼 들렸을 것이다. 이러한 언어적 변화를 이분석(異分析, juncture loss)이라고 한다. 색깔 오렌지는 과일 오렌지에서 유래한 것으로, 영어에서 'orange'를 색깔로 사용한 최초의 기록은 1512년이었다.

## 생산량
| 오렌지 생산량 – 2017 | 오렌지 생산량 – 2017  |
| 국가                 | 생산량 (단위: 백만톤) |
| -------------------- | --------------------- |
| 브라질               | 17.46                 |
| 중국                 | 8.69                  |
| 인도                 | 7.65                  |
| 멕시코               | 4.63                  |
| 미국                 | 4.62                  |
| 스페인               | 3.36                  |
| 이집트               | 3.01                  |
| 전 세계              | 73.31                 |
| 출처: 유엔 FAOSTAT   |                       |

## 같이 보기
- 만다린오렌지
- 베르가못오렌지

## 오렌지 의 유레카
1. ↑  National Academies of Sciences, Engineering, and Medicine; Health and Medicine Division; Food and Nutrition Board; Committee to Review the Dietary Reference Intakes for Sodium and Potassium (2019). 〈Chapter 4: Potassium: Dietary Reference Intakes for Adequacy〉.   Oria, Maria; Harrison, Meghan; Stallings, Virginia A. 《Dietary Reference Intakes for Sodium and Potassium》. The National Academies Collection: Reports funded by National Institutes of Health. Washington, DC: National Academies Press (US). 120–121쪽. doi:10.17226/25353. ISBN 978-0-309-48834-1. PMID 30844154. 2024년 12월 5일에 확인함.
2. ↑  United States Food and Drug Administration (2024). “Daily Value on the Nutrition and Supplement Facts Labels”. 《FDA》. 2024년 3월 27일에 원본 문서에서 보존된 문서. 2024년 3월 28일에 확인함.
3. ↑  “오렌지”. 《표준국어대사전》. 국립국어원. 2017년 10월 13일에 확인함.
4. ↑  “스위트오렌지”. 《표준국어대사전》. 국립국어원. 2017년 10월 13일에 확인함.
5. 1 2  “Production of oranges, 2017 – choose "Production, Crops, World Regions" in the left margin and picklist”. United Nations, Food and Agricultural Organization, FAO Statistics. 2018. 2019년 7월 23일에 확인함.
6. 1 2  “Definition of orange”. Collins English Dictionary (collinsdictionary.com).
7. ↑  “Definition of orange”. OED online (www.oxforddictionaries.com). 2016년 8월 17일에 원본 문서에서 보존된 문서. 2022년 8월 28일에 확인함.
8. ↑  Paterson, Ian (2003). 《A Dictionary of Colour: A Lexicon of the Language of Colour》 1 paperback판. London: Thorogood (2004에 출판됨). 280쪽. ISBN 978-1-85418-375-0. OCLC 60411025.
9. ↑  “orange colour – orange color, n. (and adj.)”. 《Oxford English Dictionary》. OED. 2011년 4월 19일에 확인함.[깨진 링크]
10. ↑  Maerz, Aloys John; Morris, Rea Paul (1930), 《A Dictionary of Color》, New York: McGraw-Hill, 200쪽